# Islands (албум на Кинг Кримсън)
Islands (на български: „Острови“) е албум на британската прогресив рок група Кинг Кримсън, издаден през 1971.
Ако творчеството на Кинг Кримсън може да се дели на периоди Islands е граничен албум. В него все още се отриват музикалните виждания на групата от предишните три албума. Налице са множество елементи, които свързват групата с джаза. Основната част от музиката все още се изпълнява на саксофон, флейта и обой, а китарата е оставена на заден план. Едновременно с това обаче е налице и известно втърдяване на стила, което е характерно за следващите три албума на групата. Това особено много личи в парчето „Sailor's Tale“. Албумът е един от най-критикуваните от феновете .
Това е последния албум на Кинг Кримсън, който е с текстове на поета Питър Синфийлд и единствения студиен с участието на Ян Уолейс (Ian Wallace) и Боз Бърнел (Boz Burrell)

## Композиции
1. „Formentera Lady“ (Робърт Фрип, Питър Синфийлд) – 10:14
2. „Sailor's Tale“ (Фрип) – 7:21
3. „The Letters“ (Фрип, Синфийлд) – 4:26
4. „Ladies of the Road“ (Фрип, Синфийлд) – 5:28
5. „Prelude: Song of the Gulls“ (Фрип) – 4:14
6. „Islands“ (Фрип, Синфийлд) – 11:51

## Участници

### Кинг Кримсън
- Робърт Фрип – китари, мелотрон, хармониум
- Боз Бърнел – бас китара, вокали
- Мел Колинс – флейта, саксофон, вокали
- Ян Уолейс – ударни, перкусии, вокали

### Гост музиканти
- Паулина Лукас – вокали
- Кийт Типет – пиано
- Робин Милър – обой
- Марк Чаринг – корнет
- Хари Милър – контрабас